# Live in Japan (Primal Scream)
Live in Japan è un album dal vivo del gruppo musicale britannico Primal Scream, pubblicato nel 2003 solo per il mercato giapponese.

## Tracce
1. Accelerator – 3:19
2. Miss Lucifer – 2:36
3. Rise – 4:24
4. Shoot Speed/Kill Light – 4:43
5. Pills – 3:58
6. Autobahn 66 – 5:40
7. City – 3:18
8. Rocks – 3:31
9. Kowalski – 5:16
10. Swastika Eyes – 6:01
11. Skull X – 4:18
12. Higher Than the Sun – 6:53
13. Jailbird – 3:43
14. Movin' On Up – 5:00
15. Medication – 3:41
16. Born to Lose – 3:15